# Andrzej Zebrzydowski
Andrzej Zebrzydowski (Więcbork, 1496 - 23 mei 1560, Września) was de 46e bisschop van Krakau, bisschop van Kamieniec Podolski, Chełm en Włocławek.

## Biografie
Andrzej Zebrzydowski was een telg van het Poolse heraldische clan Radwan. Zebrzydowski kreeg les van Leonard Cox en Desiderius Erasmus, die hij bezocht in 1528.
De bisschop was betrokken bij het vervolgen van Poolse protestanten. Zo sommeerde hij Konrad Krupka, een van de edele beschermheren van de protestanten in Klein-Polen, naar zijn paleis om terecht te staan voor beschuldigingen van ketterij. Krupka arriveerde met een gewapend gezelschap, waarop Zebrzydowski de opdracht gaf om de poort te barricaderen en kanonnen op te stellen. Na onderhandelingen mocht Krupka naar binnen, waar hij voor een kerkelijke rechtbank tot ketter werd uitgeroepen. Krupka bleef echter protestanten beschermen en negeerde sancties die de bisschop hem had opgelegd.
In 1556 stond Zebrzydowski samen met bisschop Jan Drohojowski ook voor een kerkelijke rechtbank. Paus Paulus IV gaf op 23 december 1555 het bevel om een onderzoek naar de twee te beginnen na geruchten van ketterij. Nuntius Luigi Lippomano stond aan het hoofd van dit onderzoek. Zebrzydowski werd beschuldigd van het onderhouden van een vriendschap met Jan Łaski, een bekende protestantse leider, het bezitten van ketterse boeken en "ongeschikt gedrag", waaronder "een relatie onderhouden met een schandelijke vrouw (een jonge ongedoopte jodin)".
Andrzej Zebrzydowski ligt begraven in de Wawelkathedraal. Zijn tombe is tussen 1562-3 gesculpteerd.
- Bibliothèque nationale de France: cb107441740 (data)
- Digitale Bibliotheek voor de Nederlandse Letteren: zebr001
- Gemeinsame Normdatei: 132920891
- International Standard Name Identifier: 0000 0001 0884 5030
- Library of Congress Control Number: no2003129530
- Nationale Bibliotheek van Tsjechië: js2015869408
- Nationale Bibliotheek van Polen: a0000002521002
- Virtual International Authority File: 31698046
- WorldCat: E39PBJmdqd98yvmxqTMpPM7T73